# Бауба, Эгидиюс
Эгидиюс Бауба (лит. Egidijus Bauba, родился 25 марта 1977 в Каунасе) — литовский хоккеист, правый нападающий. Помощник главного тренера норвежского клуба «Берген».

## Карьера в сборной
В сборной сыграл 83 матча, набрал 92 очка. Стабильный участник чемпионатов мира с 1997 года.